# Pod Školou (Horní Police)
Pod Školou je část obce Horní Police v okrese Česká Lípa. Nachází se v katastrálním území Horní Police asi 1 km na severozápad od vlastní vsi Horní Police, bezprostředně navazuje na jihovýchodní straně na zástavbu města Žandova (jde vlastně o prodloužení žandovské ulice Školní), od žandovského náměstí je vzdálena asi 350 metrů na jihovýchod.
Zastupitelstvo obce Horní Police pojmenovalo tuto novou lokalitu pěti rodinných domků v blízkosti Žandova dne 12. března 2009. (č. p. 231 až 235). Registr adres ministerstva vnitra zde v říjnu 2010 evidoval pouze jednu adresu, v listopadu 2011 již 3 adresy (č. p. 231, 232, 234).